# Duval
Duval je priimek več oseb:
- Alf Duval (*1941), avstralski veslač
- Raymond-Francis Duval (1894–1955), francoski general